# Féminisme en Indonésie
 (décembre 2019).
Si vous disposez d'ouvrages ou d'articles de référence ou si vous connaissez des sites web de qualité traitant du thème abordé ici, merci de compléter l'article en donnant les références utiles à sa vérifiabilité et en les liant à la section « Notes et références ».
Le féminisme en Indonésie est un sujet sensible, voire problématique. 
Les idées et mouvements féministes sont encore trop souvent considérés incompatibles avec la culture et les valeurs traditionnelles indonésiennes. 
Jusqu’à présent, la liberté des femmes reste restreinte, à cause de la culture patriarcale et l'influence de la religion qui sont encore très dominantes dans la société indonésienne.

## Histoire du féminisme en Indonésie
Le féminisme en Indonésie commence à se développer depuis l'application de la politique éthique à la période de la colonisation néerlandaise, en 1901.
Au début, la politique éthique vise à augmenter le pouvoir d’achat de la communauté des indes orientales néerlandaises, et à donner l'accès à l'éducation. 
Cependant, l'ouverture de certaines écoles a un effet boomerang pour les colonisateurs. Les jeunes indonésiens affluent à l’école (STOVIA, HIS, HBS, MULO, etc.), ce qui développe le recrutement pour la lutte en vue de la libération nationale. Durant cette période, les femmes ne peuvent pas encore aller à l’école, à l'exception des femmes bourgeoises, dont l'accès reste limité.
À la fin du 19e siècle, les jeunes femmes sont impliquées dans la guerre armée contre les envahisseurs[Lesquels ?]. Les femmes participent ainsi à la lutte contre les colonisateurs, et certaines d’entre elles deviennent des chefs pour les troupes et les peuples pendant la guerre, comme Martha Christina Tiahahu, Raden Ajeng Kartini, Cut Nyak Dhien, Cut Meutia, Emmy Saelan, ou Raden Ajeng Kustiyah Wulaningsih (Nyi Ageng Serang). La plupart d’entre elles font partie des familles aristocrates disposées à risquer leur vie en participant à la guerre de la libération.
Raden Ajeng Kartini (R. A. Kartini) est l'une des pionnières du mouvement féministes en Indonésie. Appartenant à une famille bourgeoise, elle a pu recevoir une éducation en école jusqu’à l’âge de 12 ans. Ses idées et ses lettres sont souvent considérées comme les racines du féminisme indonésien dans la période coloniale[réf. nécessaire]. Elle se rebelle contre les cultures traditionnelles strictes imposées sur les femmes javanaises. Les idées principales de ses écrits sont d’améliorer l’éducation des femmes indonésiennes, non pas seulement les femmes de l'aristocratie, mais aussi les femmes des classes populaires, par exemple dans le rejet de la polygamie.
Ensuite, sous le régime de Soekarno, le premier président (1945-1967) de l’Indonésie, les féministes indonésiennes ont beaucoup plus d’opportunités pour ouvrir l’accès à l’éducation et à la liberté aux femmes indonésiennes[pourquoi ?]. L'émergence de certaines organisations féminines comme Poetri Mardika (1920) et Aisyiyah (1917) joue également un rôle important dans la lutte pour l'indépendance de l'Indonésie. De plus, une autre organisation de femmes, nommée Gerakan Wanita Indonesia (Gerwani), fondée en 1950, est active dans la défense des droits des femmes. Elle participe ainsi à la vie politique afin de représenter les femmes. Dans le domaine littéraire, cette organisation est souvent considérée comme un mouvement féministe socialiste, comptant environ 500 membres féminins généralement bien éduqués. Cependant, à l’époque du Nouvel Ordre, sous le régime de Suharto (1967-1998), les mouvements féministes sont délibérément supprimés, le rôle de femmes est explicitement limité à la sphère domestique[pourquoi ?], et l'égalité entre hommes et femmes est reléguée au second plan.
Jusqu'à la première réforme, les efforts visant à faire revenir le féminisme se renforcent[pourquoi ?]. Le discours féministe se manifeste de diverses manières dans la structure gouvernementale. Dans les années 1970, les féministes indonésien(ne)s recommencent à montrer leur existence. En 1995, l’émergence d’une association juridique comme Lembaga Bantuan Hukum Asosiasi Perempuan Indonesia Untuk Keadilan (LBH-APIK) et Komisi National Anti Kekerasan terhadap Perempuan (la Commission Nationale sur la Violence à l’égard des femmes) en 1998, dont le but est d’aider et de protéger les femmes victimes d’inégalité, de la violence, et de la discrimination dans la vie privée et publique est la preuve du retour de l’esprit féministe en Indonésie. L'ouverture appelée par les féministes est toujours liée à l'égalité des droits entre hommes et femmes et à l'élimination de la discrimination souvent dirigée contre les femmes dans la sphère domestique et publique.